# Conophyma simile
Conophyma simile är en insektsart som beskrevs av Zubovski 1899. Conophyma simile ingår i släktet Conophyma och familjen Dericorythidae. Inga underarter finns listade i Catalogue of Life.